# Avery Brundage
Avery Brundage (ur. 28 sierpnia 1887 w Detroit, zm. 8 maja 1975 w Garmisch-Partenkirchen) – amerykański lekkoatleta, działacz sportowy, kolekcjoner sztuki, znany również z działalności charytatywnej. Członek Komitetu Olimpijskiego Stanów Zjednoczonych oraz przewodniczący Międzynarodowego Komitetu Olimpijskiego.

## Sportowiec i biznesmen
W młodości był uczestnikiem Letnich Igrzysk Olimpijskich 1912 w Sztokholmie, zajmując w pięcioboju lekkoatletycznym 6. miejsce i rzucie dyskiem 22. miejsce. W dziesięcioboju lekkoatletycznym nie ukończył rywalizacji. Trzykrotny mistrz Stanów Zjednoczonych w All-Around, w latach 1914, 1916 i 1918.
Zawodowo zajmował się biznesem. Założył własną firmę Avery Brundage Company działającą na rynku budowlanym w Chicago do 1947.

## Działacz sportowy
W 1928 został prezesem Amatorskiego Związku Lekkiej Atletyki, rok później objął przewodnictwo Komitetu Olimpijskiego USA, a w 1930 został wiceprezesem Międzynarodowego Związku Lekkiej Atletyki (IAAF). Jako przewodniczący amerykańskiego Komitetu Olimpijskiego odrzucił propozycję bojkotu igrzysk olimpijskich 1936 w Berlinie, z których wykluczono niemieckich Żydów. W tym czasie zastąpił w MKOl Ernesta L. Jahncke, którego wydalono za podżeganie do bojkotu igrzysk.
W 1945 został wiceprzewodniczącym Międzynarodowego Komitetu Olimpijskiego, a w 1952 objął jego przewodnictwo jako następca Sigfrida Edströma.

## Przewodnictwo MKOl
Jako przewodniczący MKOl przeciwstawiał się komercjalizacji igrzysk, przez co stopniowo tracił autorytet. Odmówił przywrócenia złotego medalu Jimowi Thorpe’owi, odebranego mu po ujawnieniu, iż grał w baseball przed udziałem w igrzyskach w 1912. Był również przeciwnikiem dopuszczenia kobiet do igrzysk. Sprzeciwiał się również upolitycznieniu sportu. Podczas igrzysk olimpijskich w Meksyku w 1968 wyrzucił z wioski olimpijskiej sprinterów Tommiego Smitha i Johna Carlosa za polityczny gest podczas ceremonii medalowej. Podczas Zimowych Igrzysk Olimpijskich 1972 w Sapporo został odznaczony Orderem Wschodzącego Słońca I klasy. W 1972 podczas igrzysk olimpijskich w Monachium wsławił się decyzją nieprzerwania imprezy po zamachu organizacji Czarny Wrzesień na reprezentację Izraela, podczas którego zginęło jedenastu sportowców. Wkrótce po igrzyskach ustąpił z zajmowanego stanowiska.